# Zichorienfabrik Julius Cohn

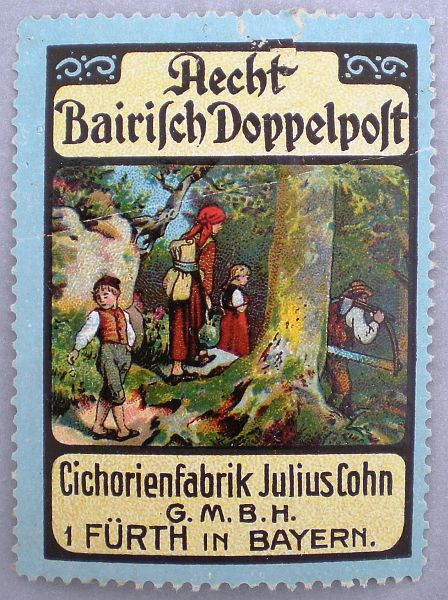
Werbevignette mit Märchenmotiv

Die Zichorienfabrik Julius Cohn (Schreibweise auch Cichorienfabrik Julius Cohn, früher auch unter den Begriffen Mandelkaffefabrik und Mandelrübenfabrik) in Fürth war ein Unternehmen zur Herstellung von Zichorienkaffee. Die Zichorienfabrik wurde am 8. September 1826 von Julius Joel Cohn (1795–1842) gegründet.

## Geschichte

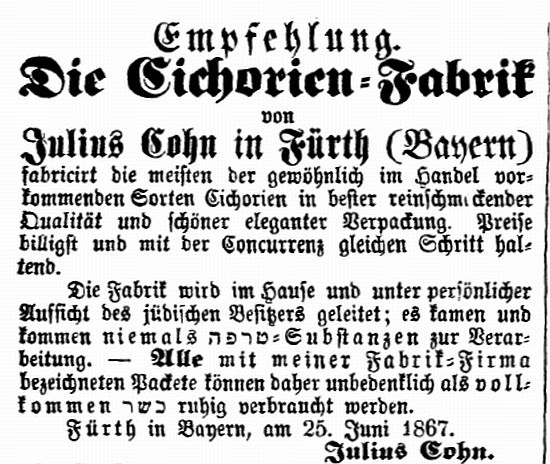
Anzeige aus dem Jahr 1867 (in Der Israelit vom 17. Juli 1867)

Um 1805 konzentrierte sich fast die gesamte Herstellung von Kaffee-Ersatz Süddeutschlands auf Fürth. Die Region profitierte anschließend von der durch Napoleon 1806 verhängten Kontinentalsperre, bestanden doch nun deutlich bessere Absatzmöglichkeiten für Kaffee-Ersatz, da Produkte aus den englischen Kolonien und aus Südamerika, darunter auch Kaffee, kaum mehr im Handel erhältlich waren.
Nach Beendigung der Kontinentalsperre im Jahr 1811 gingen viele Unternehmen ein. Während es in Fürth Anfang des 19. Jahrhunderts noch ca. 40 Hersteller von Kaffee-Ersatz gab, existierten 1819 noch 21 und in der Zeit um 1860 lediglich noch elf Hersteller. Davon blieben um 1890 zwei Betriebe erhalten: die 1812 gegründete Zichorienfabrik von Georg Joseph Scheuer und die Zichorienfabrik von Julius Cohn, die sich seit den 1860er Jahren zu Industriebetrieben entwickelten.
Nach dem Tod des Gründers am 21. April 1842 heiratete seine Witwe Lea Louise 1843 den Sulzbacher Tuch- und Schnittwarenhändler Aron Feistmann (* 19. August 1812), der die Geschäfte mit 15 Mitarbeitern weiterführte. Unter ihm wurde die Surrogat-Herstellung ab 1853 fabrikmäßig betrieben. Die Fabrik befand sich damals an der Alexanderstraße 299. In dieser Zeit stellte das Unternehmen auch koschere Produkte her, was ihr eine besondere Stellung in diesem Marktsegment gab. Im September 1860 kaufte Aron Feistmann an der Bahnhofstraße 23 (später Königswarterstraße) ein verkehrstechnisch günstig gelegenes Haus und verlegte die Fabrik dorthin. Um 1866 arbeiteten rund 20–24 in erster Linie weibliche Mitarbeiter in der Fabrik. Spätestens seit 1871 ist auch ein Moses Feistmann in der Firmenleitung nachweisbar und zum 1. September 1872 trat dann noch Joseph Feistmann in die Geschäftsführung ein.
Produziert wurde in den frühen Jahren unter dem Einsatz von Pferden und später mit einer 8 PS starken Dampfmaschine, die drei Mahlgänge und eine Quetschmaschine antrieb. 1869 wurden von den Fürther Zichorienfabriken jährlich 25.000 Zentner Rohstoffe verarbeitet. Zwei Drittel der gedörrten Zichorienwurzeln stammten aus der Magdeburger Gegend. Die Unternehmen waren deshalb auf billige Frachttarife der Eisenbahn angewiesen. Der Aufschwung durch steigenden Absatz unter anderem auch ins Ausland in den 1860er Jahren war nicht zuletzt auf ermäßigte Bahntarife zurückzuführen. 1879 beschäftigte die Firma Julius Cohn 23 Frauen und 8 Männer. 1884 verarbeiteten die beiden Fürther Zichorienfabriken bereits 40.000 Zentner an gedörrten Zichorienwurzeln.
Die 1878/79 von Otto von Bismarck in Deutschland eingeführte Schutzzollpolitik führte Mitte der 1880er Jahre zu einer Krise für die Kaffeesurrogathersteller. Die gedörrten Wurzeln wurden seit einiger Zeit aus Belgien und Holland bezogen, da Deutschland den Bedarf nicht mehr abdecken konnte. Seit 1886 wurden auf die ausländischen Zichorien Zollabgaben erhoben, so dass der Endpreis des Produktes anstieg. Verschärft wurde die Situation dadurch, dass die europäischen Abnehmerländer ebenfalls Schutzzölle erhoben. Dadurch gingen die großen Absatzmärkte Österreich, Italien und die Schweiz verloren. Der Absatz konzentrierte sich in der Folge auf Mitteldeutschland, Sachsen, Thüringen und Nordbayern.
In den Jahren nach 1900 bis 1914 verbesserte sich der Geschäftsgang wesentlich. 1901 beschäftigte die Firma Julius Cohn 25 Frauen und 12 Männer, 1902 sogar 30 Frauen und 13 Männer. In der Zeit des Ersten Weltkrieges musste aufgrund der Seeblockade der Alliierten erneut auf Ersatzprodukte ausgewichen werden. Problematischer gestaltete sich die Nachkriegszeit. Um 1931 ging die Zichorienfabrik Georg Joseph Scheurer für den Fürther Betrieb in Liquidation. Zwischen 1931 und 1935 stellte die Firma Julius Cohn als letzte Zichorienfabrik in Fürth aus wirtschaftlichen Gründen den Betrieb ein.